# Strängnäs

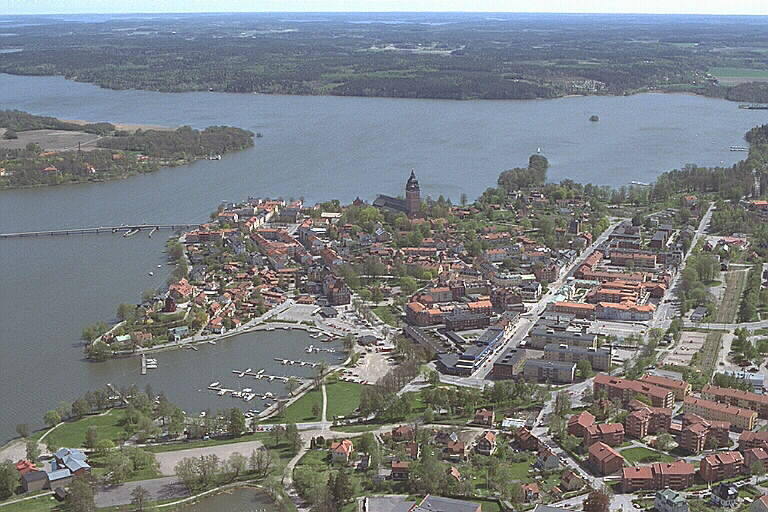
Strängnäs

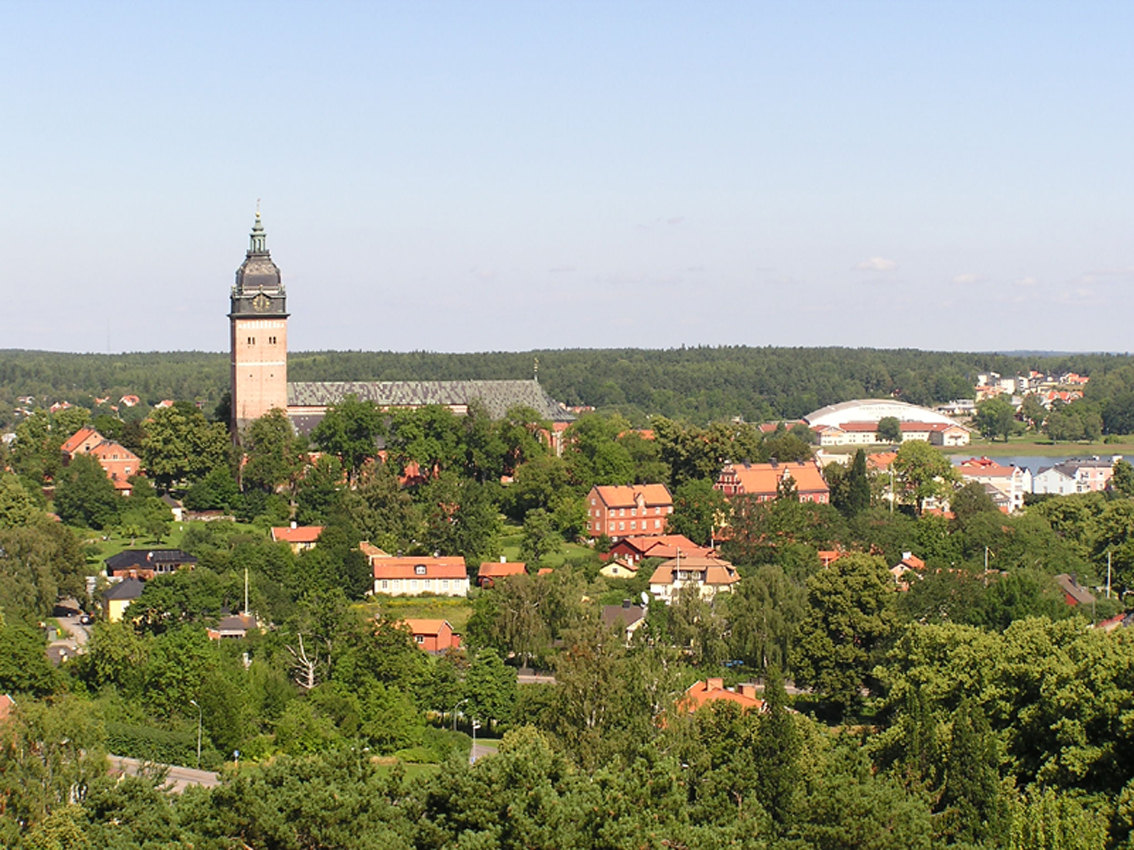
Strängnäs

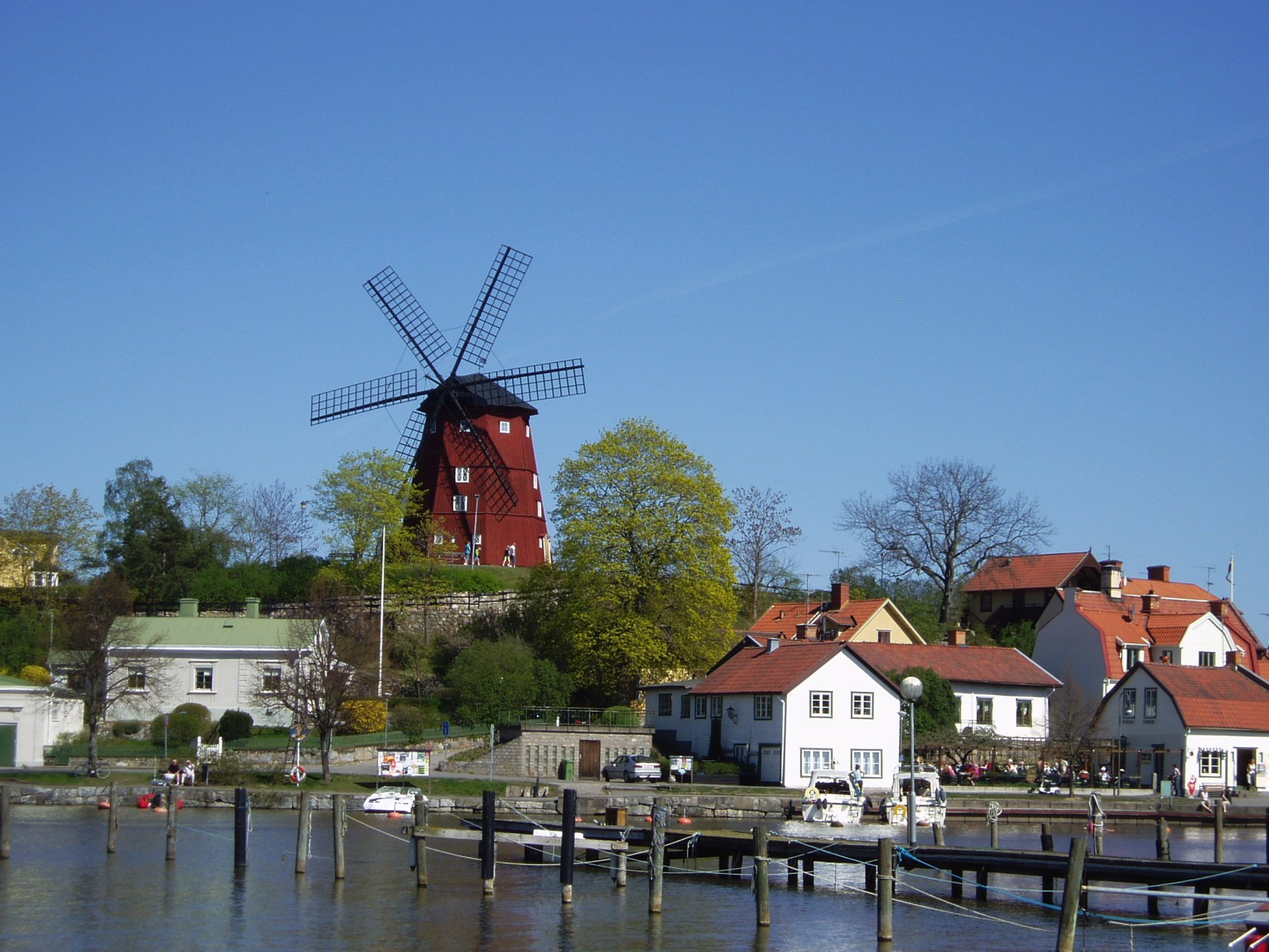
Kleinboothafen mit Windmühle

Strängnäs (deutsch veraltet Stregnes) ist eine Stadt in der schwedischen Provinz Södermanlands län und der historischen Provinz Södermanland. Sie ist Hauptort der gleichnamigen Gemeinde.

## Geschichte
Etwa um das Jahr 1080 kam der Heilige Eskil in den Ort und versuchte, ein heidnisches Opferfest zu verhindern. Daraufhin wurde er von Einheimischen gesteinigt.
Auf dem ehemaligen Opferplatz liegt heute der Dom zu Strängnäs.
Im Jahre 1120 wurde Strängnäs als Stringines zum ersten Mal als Bischofssitz erwähnt. 1275 wurde sie Strengines geschrieben. Die Nachsilbe -näs bezieht sich auf die Landzunge, die in den Mälaren hineinreicht und auf der sich die ältesten Teile der Stadt befinden.
Etwa um 1280 entstand die erste Kirche aus Stein. Ungefähr 20 Jahre zuvor hatte sich ein Dominikanerkloster im Zentrum des Ortes etabliert. Im Jahre 1336 erhielt Strängnäs die Stadtrechte.
1520–1524 war Olaus Petri Diakon in Strängnäs und predigte reformatorisch. Am 6. Juni 1523 wurde Gustav Wasa bei der Domkirche zum schwedischen König gewählt. Anlässlich dieses Ereignisses wird der schwedische Nationalfeiertag am 6. Juni begangen.

## Stadtteile
Finninge ist ein Stadtteil von Strängnäs mit 3000 Einwohnern. Das Gebiet wurde in den 1970er Jahren gebaut und besteht meistens aus Villen und Reihenhäusern. Hier gibt es eine Grundschule.

## Kultur und Sehenswürdigkeiten
Das bedeutendste Gebäude in Strängnäs ist die Domkirche zu Strängnäs. Sie wurde um 1250 zunächst als Holzkirche errichtet, die später durch einen gotischen Ziegelbau ersetzt wurde. Im Ort befindet sich das zweitälteste Gymnasium Schwedens, das Thomasgymnasiet.
Ein weiteres Wahrzeichen der Stadt ist die rote, sechsflüglige Windmühle am Hafen von 1855, die die Stadt überblickt.

## Wirtschaft
Strängnäs ist ein Zentrum der pharmazeutischen Industrie. Firmen wie Pfizer oder AstraZeneca führen hier ihre Forschungen durch. In der Firma Leine & Linde werden Drehgeber hergestellt. Weiterhin ist der Ort Sitz der staatlichen Lotteriekontrollbehörde. Bis 2006 war hier auch ein Panzerregiment stationiert.

## Partnerstädte
- Ratzeburg, Deutschland
- Leikanger, Norwegen
- Ribe, Dänemark

## Söhne und Töchter der Stadt
- Laurentius Andreae (≈1470–1552), Reichskanzler und Reformator
- Johan Hallen (1588–1659), Diplomat
- Johan Adler Salvius (1590–1652), Freiherr, Reichsrat und Diplomat
- Henrik Benzelius (1689–1758), lutherischer Theologe und Erzbischof
- Karl August Nicander (1799–1839), Schriftsteller und Lyriker
- Lennart Nilsson (1922–2017), Fotograf und Wissenschaftsfilmer
- Ulf Weinstock (* 1952), ehemaliger Eishockeyspieler und jetziger -trainer
- Sara Thunebro (* 1979), Fußballspielerin